# 安迪利亚 (巴伦西亚省)
安迪利亚，是西班牙巴伦西亚自治区巴伦西亚省的一个市镇。总面积143平方公里，总人口372人（2001年），人口密度3人/平方公里。